# Hatazō Adachi
Pour les articles homonymes, voir Adachi (homonymie).
Hatazō Adachi (安達 二十三, Adachi Hatazō), 17 juin 1890 - 10 septembre 1947, est un général de l'armée impériale japonaise au cours de la Seconde Guerre mondiale.

## Biographie
Adachi naît dans une pauvre famille de samouraï dans la préfecture d'Ishikawa en 1890 (23e année du règne de l'empereur Meiji, ce qui explique pourquoi son père a choisi le kanji pour « 23 » afin de représenter son prénom « Hatazō »). Trop pauvre pour payer les écoles militaires préparatoires nécessaires à une carrière dans la marine impériale japonaise, il est accepté dans la très concurrentielle Académie des cadets de Tokyo, ce qui lui permet d'intégrer l'Académie de l'armée impériale japonaise dont il est diplômé de la 22e promotion en 1910.
Adachi sert dans la 1re division de la garde impériale puis est diplômé de la 34e promotion de l'école militaire impériale du Japon en 1922. Contrairement à de nombreux officiers de l'armée de son époque, Adachi évite de s'engager dans les factions politiques qui minent l'armée japonaise dans les années 1930. Après avoir servi dans un certain nombre de postes de personnel et d'administration au sein de l'État-major de l'armée impériale japonaise, Adachi est affecté à l'unité de la garde des chemins de fer de l'armée japonaise du Guandong, responsable de la sécurité de la société des chemins de fer de Mandchourie du Sud en 1933.

### Seconde guerre sino-japonaise
Adachi est promu colonel en 1934 et reçoit le commandement du 12e régiment d'infanterie de l'AIJ en 1936. À l'occasion de l'incident de Shanghai de juillet 1937, Adachi gagne aussi la réputation de mener ses troupes du front, où les combats sont les plus intenses. Il est blessé par un tir de barrage de mortier en septembre, ce qui provoque des dommages irréversibles à sa jambe droite.
Il est promu général de brigade en 1938 et commandant de la 26e brigade d'infanterie de l'AIJ. Adachi a la réputation d'être un « général-soldat » qui partage des conditions de vie misérables de ses troupes et accueille des discussions ouvertes avec son officier et son équipe.
Promu Général de division en août 1940, il est commandant de la 37e division à la bataille du Sud-Shanxi. En 1940, il est nommé chef d'état-major de l'armée japonaise de la zone nord de la Chine, poste qu'il occupe de 1941 à 1942, au plus fort de sa campagne de terre brûlée contre les forces chinoises.

### Guerre du Pacifique
Le 9 novembre 1942, Adachi est nommé commandant en chef de la 18e armée nouvellement formée à Rabaul et de la côte nord de la Papouasie-Nouvelle-Guinée de 1942 à 1945. La 18e armée est constituée de la 20e division et de la 41e division, toutes deux arrivées à bon port. Cependant, la 51e division, avec Adachi et ses principaux officiers, est attaquée par un raid aérien allié en cours de route de Rabaul à Lae, lors de la bataille de la mer de Bismarck. Les huit navires de transport et les quatre destroyers sont coulés entraînant la perte de 3 664 hommes, et seulement 2 427 hommes de la division sont sauvés.
Après la défaite de la marine impériale japonaise à l'issue de la campagne des îles Salomon et le débarquement des forces américaines emmenées par Douglas MacArthur à Aitape et Hollandia du 22 au 27 avril 1944, la grande majorité des forces d'Adachi est isolée. Ses troupes, qui souffrent du paludisme, épuisées par la chaleur et la malnutrition sont rendues inefficaces pour le reste de la guerre, malgré les efforts d'Adachi pour atteindre une certaine forme d'autonomie par la plantation de cultures et la priorité donnée aux malades dans les rations de nourriture. Comme les munitions commencent à manquer, un grand nombre de commandants d'Adachi recourent à des attaques banzai contre la tête de pont alliée à Aitape plutôt que de se rendre. À la fin de la guerre en septembre 1945, la plupart de ses forces ont été anéanties. Des 140 000 hommes d'Adachi au départ, à peine 13 000 sont encore en vie lorsque la guerre se termine. Il se rend à la 6e division australienne au cap Wom près de Wewak, en Papouasie-Nouvelle-Guinée.

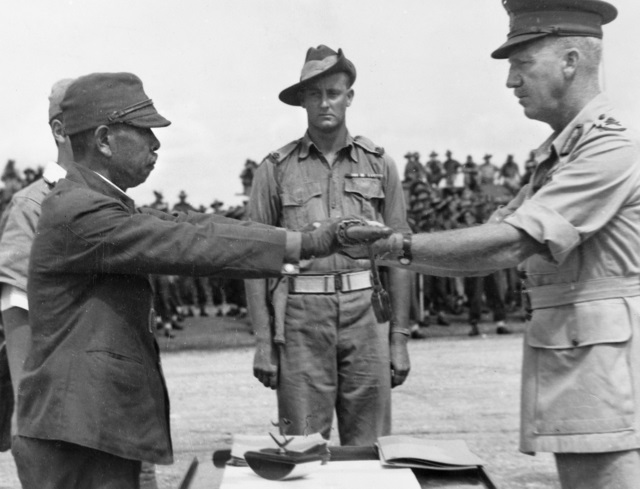
Le major général Horace Robertson (à droite) accepte l'épée du lieutenant général japonais Hatazō Adachi (à gauche) en présence du major (au centre)

### Après guerre

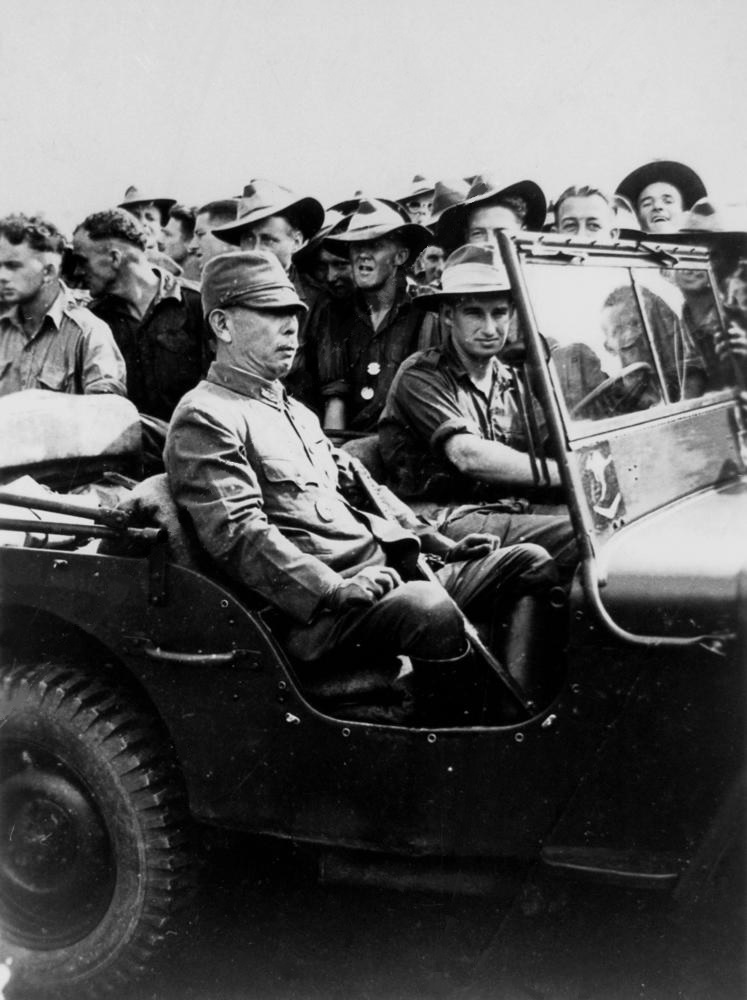
Adachi en route pour la cérémonie de reddition.

À la fin de la guerre, Adachi est placé en détention par le gouvernement australien et accusé de crimes de guerre en relation avec les mauvais traitements et l'exécution arbitraire de prisonniers de guerre. Même s'il n'est pas personnellement impliqué dans les atrocités mentionnées, Adachi insiste pour prendre sur lui la responsabilité du commandement pour les actes de ses subordonnés devant le tribunal militaire. Il est condamné à l'emprisonnement à perpétuité. Le 10 septembre de cette année, il se tue dans ses quartiers avec un marque-page dans l'enceinte des prisonniers à Rabaul après avoir écrit un certain nombre de lettres.
Dans l'une de celles-ci, adressée aux officiers et aux hommes de la XVIII armée alors dans l'enceinte de la prison, il écrit.

« J'ai ressenti comme un grand honneur d'avoir été nommé le C-en-C (commandant en chef) en novembre 1942, à un moment où la question de la journée devait être réglée et affecté à un point d'une importance stratégique pour veiller à ce que la marée de guerre se déplace en notre faveur. Je suis reconnaissant pour cette nomination. Cependant, malgré le fait que mes officiers et mes hommes ont fait de leur mieux dans des circonstances exceptionnelles, surmontant toutes les difficultés, et que mes supérieurs ont donné la plus grande aide, le dénouement espéré n'a pas été atteint à cause de mon incapacité. Ainsi ai-je ouvert la voie pour que mon pays soit entraîné dans la présente situation. Le crime mérite la mort. Au cours des trois dernières années d'opérations, plus de 100 000 officiers et hommes jeunes et prometteurs ont été perdus et la plupart sont morts de malnutrition. Quand je pense à cela, je ne sais quelle excuse présenter à Sa Majesté l'Empereur et je me sens accablé de honte... J'ai exigé une persévérance qui dépasse de loin la limite de l'endurance de mes officiers et de mes hommes, qui ont été épuisés et émaciés à la suite de campagnes successives et faute de ravitaillement. Cependant, mes officiers et mes hommes ont tous suivi mes ordres en silence, sans murmurer, et, quand ils étaient épuisés, ils ont succombé à la mort tout comme les fleurs qui tombent dans les vents. Dieu sait ce que j'ai ressenti quand je les ai vu mourir, mon cœur est rempli de pitié envers eux, même si c'est uniquement pour leur pays qu'ils ont consacré leur vie. À cette époque, j'ai décidé de ne pas remettre les pieds sur le sol de mon pays mais de rester comme une motte de terre dans les mers du Sud avec les 100 000 officiers et hommes, même si un temps devrait venir quand je serais en mesure de revenir en triomphe dans mon pays. »

## Source de la traduction
- (en) Cet article est partiellement ou en totalité issu de l’article de Wikipédia en anglais intitulé « Hatazō Adachi » (voir la liste des auteurs).